# Vårvsbergets naturreservat
Vårvsbergets naturreservat är ett naturreservat i Ragunda kommun i Jämtlands län.
Området är naturskyddat sedan 2018 och är 117 hektar stort. Reservatet ligger söder om Ammerån och består av  granskog och några grova lövträd.